# Molasse

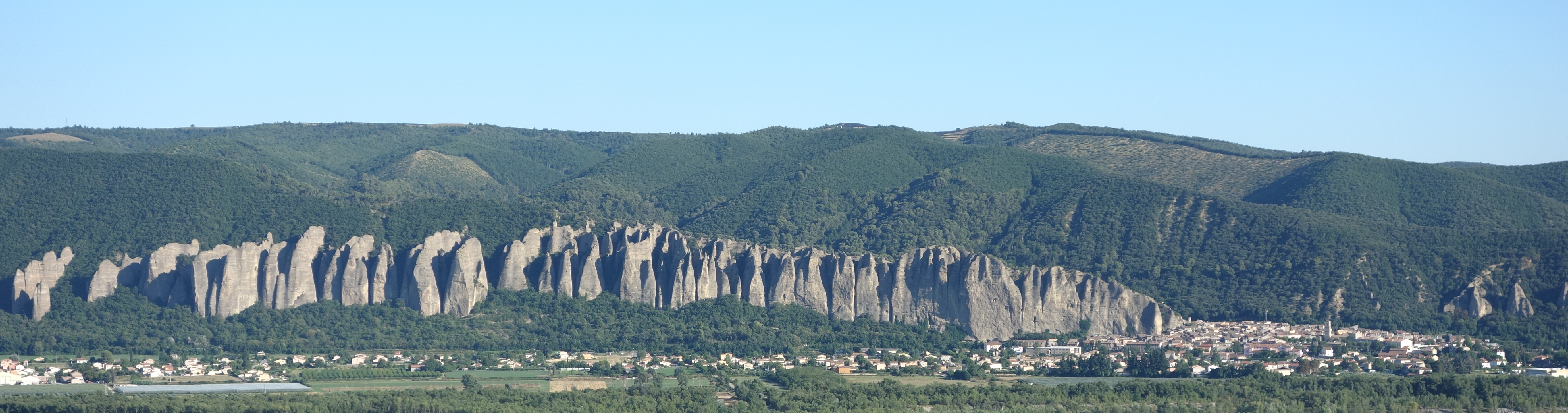
De molasserotsen „Les Pénitents“, Plateau de Valensole, Alpes-de-Haute-Provence

Molasse is een type sedimentair gesteente dat afgezet wordt nabij en onder invloed van een groeiend gebergte.
Een molasse wordt gekenmerkt door het continentale afzettingsmilieu, dit in tegenstelling tot de onder mariene omstandigheden afgezette flysch. Doorgaans bestaat een molasse uit conglomeraten en zandstenen. Het woord is net als flysch van Zwitserse oorsprong, gegeven aan de gesteenten zoals ze in de Alpen ontsloten zijn. Inmiddels is in veel gebergtes ter wereld molasse gevonden.
De molasse wordt bij gebergtevorming afgezet na de flysch, als de voorlandbekkens zover opgevuld zijn dat ze boven water zijn komen te liggen.